# Valeria Campagna
Serafina Valeria Campagna (Catania, 11 dicembre 1982) è una calciatrice italiana, di ruolo attaccante.

## Carriera
Nella stagione 2001-2002 giocò con il Gravina Calcio in Serie A.
Dal 2012 al 2015 veste la maglia della Femminile Catania; nel 2016-2017 è all'Aci Sant'Antonio, in Serie C. Nel 2018-2019 è nella rosa del Catania Calcio Femminile, senza però scendere in campo.